# Trey Atwood
Trey Atwood (1984), gespeeld door acteur Bradley Stryker in het eerste seizoen en door Logan Marshall-Green vanaf seizoen twee, is een personage uit de televisieserie The O.C..

## Seizoen 1
Trey is de zoon van Dawn Atwood en is de grotere broer van Ryan Atwood. Samen wonen ze in Chino. In de allereerste aflevering wordt hij opgepakt als hij, samen met zijn broer, een auto steelt. Terwijl Ryan nog een kind is en nu geadopteerd wordt door advocaat Sandy Cohen, moet Trey de gevangenis in.

## Seizoen 2
Tijdens het tweede seizoen werd Trey vrijgelaten uit de gevangenis. Hij mocht logeren bij Ryan en de familie Cohen en raakte bevriend met Marissa Cooper. Zij hielpen hem weer een normale man te worden, maar al gauw begon Trey te stelen. Ook wekte hij, samen met student Jess Sathers, drugservaringen op.
Later probeerde Trey Marissa te verkrachten. Hoewel hij hier spijt van kreeg, waarschuwde Marissa Ryan. Ryan confronteerde hem hiermee. Uiteindelijk belandden ze in een gevecht, waar Ryan vermoord leek te worden. Marissa schoot hem neer, uit angst dat Ryan anders zou overlijden.

## Seizoen 3
Trey ontwaakte na twee maanden in coma te hebben gelegen. Julie Cooper, de moeder van Marissa, beloofde hem veel geld te geven als hij zou zeggen dat Ryan hem neerschoot. Uiteindelijk zuiverde hij Ryan's naam en verhuisde naar Las Vegas. Later werd bekend dat hij hier werkte in een casino.